# 앤 도란
앤 도란(Ann Doran, 1911년 7월 28일 ~ 2000년 9월 19일)는 미국의 배우, 텔레비전 배우, 영화 배우이다.

## 영화
- 꾸러기팀 (1986년)
- 10월의 첫 월요일 (1981년)
- 꿈꾸는 야생마 (1981년)
- 대홍수(영어판) (1976년)
- 샌프란시스코 수사반 (1972년)
- 119 구조대 (1972년)
- 하이어드 핸드 (1971년)
- 크루키드 맨 (1970년)
- 열망 (1969년)
- 제12순찰대 (1968년)
- 리브 어 리틀, 러브 어 리틀 (1968년)
- 아이언 사이드 (1967년)
- 낫 위드 마이 와이프 유 돈 (1966년)
- 웨어 러브 해스 곤 (1964년)
- 아내는 요술쟁이 (1964년)
- 보난자 (1959년)
- 워락 (1959년)
- 도나 리드 쇼 (1958년)
- 잇! 더 테러 프롬 비욘드 스페이스 (1958년)
- 페리 메이슨 (1957년)
- 콜트45 (1957년)
- 딥 식스 (1957년)
- 필사의 도망자 (1955년)
- 이유없는 반항 (1955년)
- 뎀 (1954년)
- 비상착륙 (1954년)
- 소 디스 이즈 러브 (1953년)
- 에디 캔터 스토리 (1953년)
- 최고의 사랑 (1952년)
- 스타리프트 (1951년)
- 라이딩 하이 (1950년)
- 마천루 (1949년)
- 론 레인저 - 49년 시리즈 (1949년)
- 크레이 피전 (1949년)
- 비욘드 더 프레스트 (1949년)
- 히 워키드 바이 나이트 (1948년)
- 노 마이너 바이스 (1948년)
- 마이 페이버릿 브뤼넷 (1947년)
- 버라이어티 걸 (1947년)
- 마법의 도시 (1947년)
- 마사 아이버스의 위험한 사랑 (1946년)
- 해병의 자부심 (1945년)
- 히어 컴 더 웨이브스 (1944년)
- 에어 포스 (1943년)
- 데이 올 키시드 더 브라이드 (1942년)
- 성조기의 행진 (1942년)
- 선 밸리 세레나데 (1941년)
- 페니 세러네이드 (1941년) - 도티 닷 역
- 그린 호넷 (1940년)
- 스미스씨 워싱톤 가다 (1939년)
- 스파이더스 웹 (1938년)
- 우리 집의 낙원 (1938년) - 매기 오닐 역
- 웨이 다운 이스트 (1935년)